# Patience oder Bunthornes Braut
Patience or Bunthorne’s Bride (deutsch: Patience oder Bunthornes Braut) ist eine ästhetische komische Oper („Aesthetic Comic Opera“) in zwei Akten von William Schwenck Gilbert und mit der Musik von Arthur Sullivan.
Die am 23. April 1881 an der Opera Comique in London uraufgeführte Oper persifliert die ästhetische Bewegung im Allgemeinen und ihre affektierten Anhänger, indem sie für die Charaktere der rivalisierenden Dichter Bunthorne und Grosvenor Merkmale der realen Poeten Algernon Charles Swinburne, Dante Gabriel Rossetti, Oscar Wilde und James McNeill kombiniert. Das Stück verspottet männliche Eitelkeit und Chauvinismus in der Armee. Während Patience lief, baute Produzent Richard D’Oyly Carte das neue, moderne Savoy-Theater als speziellen Spielort für die Operetten von Gilbert und Sullivan, weswegen diese oft auch als „Savoy Operas“ bezeichnet werden. Es war das erste Theater und gleichzeitig das weltweit erste öffentliche Gebäude, welches vollständig elektrisch beleuchtet war.

## Entstehung

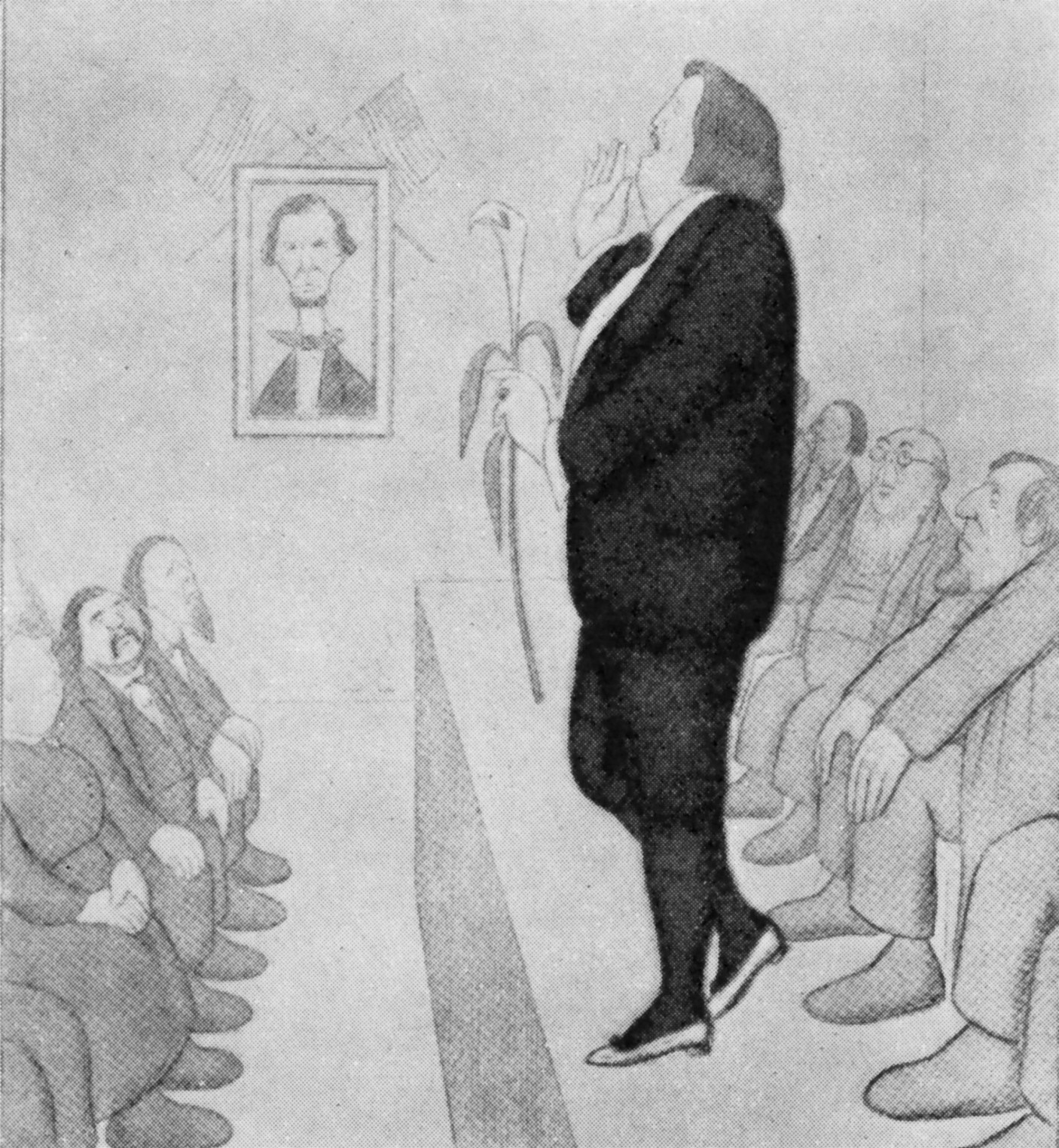
Oscar Wilde in Amerika

Patience bereitete dem Librettisten Gilbert mehr Mühe als die meisten seiner anderen Opern. Inhaltlich basiert die Operette auf seinem Gedicht The Rival Curates, erstmals veröffentlicht als Teil der vom Autor selbst illustrierten komischen Gedichtsammlung The Bab Ballads (1869). Das Werk diente bereits als Inspiration für die frühere Operette The Sorcerer. Im ersten Entwurf waren Reginald Bunthorne, der ästhetische Dichter, und Archibald Grosvenor, der idyllische Dichter noch als Geistliche in angrenzenden Gemeinden charakterisiert. Gilbert empfand jedoch eine frivole Behandlung des Klerus im viktorianischen England als zu kontrovers. Um sich gegen eine mögliche Strafe wegen Respektlosigkeit zu schützen, beschloss er, sich der ästhetischen Bewegung als Gegenstand seiner humoristischen Betrachtung hinzuwenden. Diese war u. a. mit Oscar Wilde verbunden und schon lange vorher von du Maurier in der satirischen Zeitschrift Punch verspottet worden. So erläutert die Strophe „A pallid and thin young man, A haggard and lank young man, A greenery-yallery, Grosvenor Gallery [berühmt als Heimat der Ästhetizismus-Bewegung], Foot-in-the-grave young man!“ das Wesen von Patience resultierend aus einem wütenden Umdenken, welches die Premiere an der Opera Comique bis zum 23. April 1881 verzögerte.

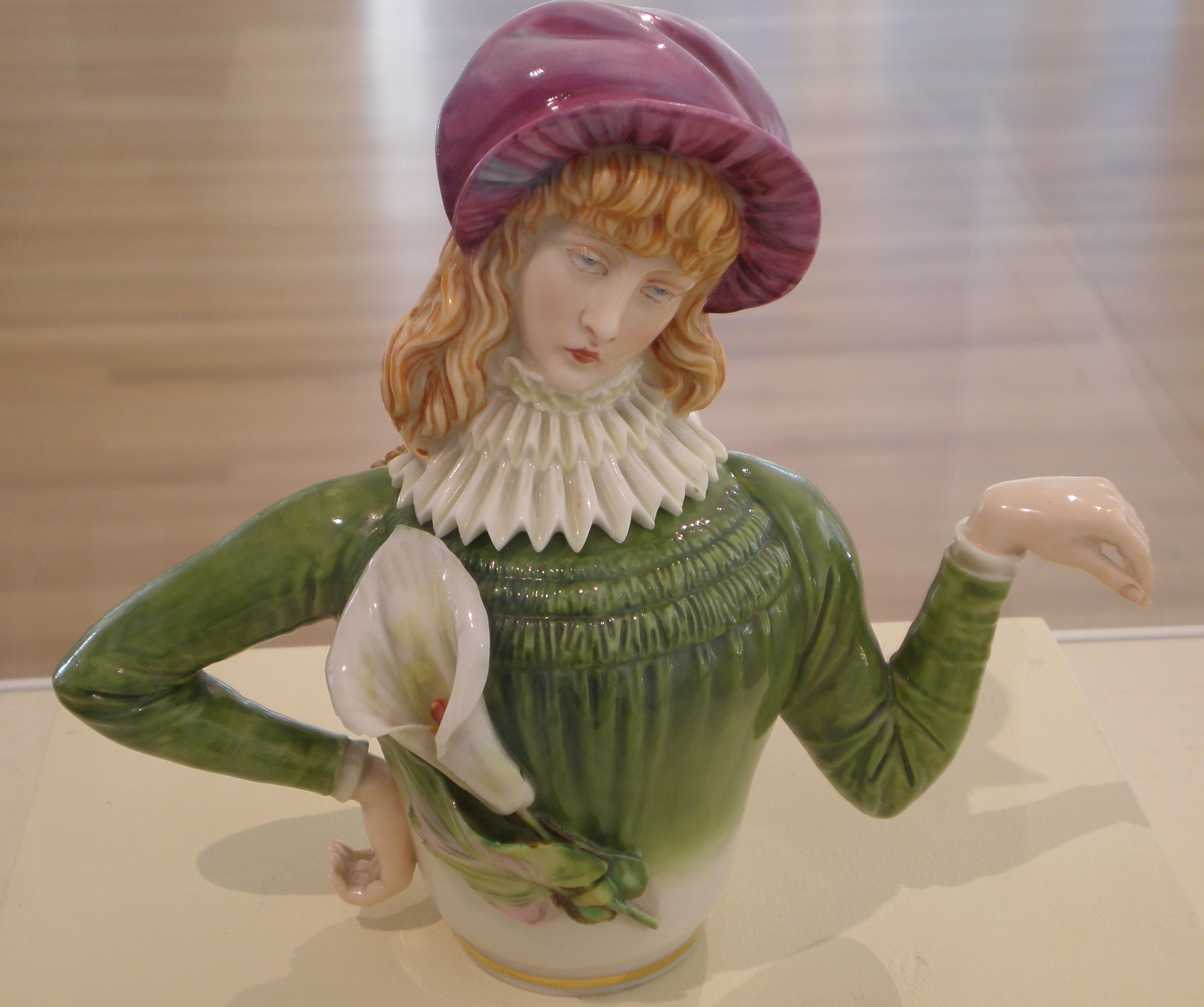
Aesthetic Teapot Male

Die Sporting Times berichtete, dass Oscar Wilde ebenso wie sein Bruder William selbst im Premierenpublikum war.
In den Hauptrollen waren zu sehen: George Grossmith als Bunthorne, Rutland Barrington als Grosvenor, Leonora Braham als Patience, und Jessie Bond und Alice Barnett unter den „begeisterten Jungfrauen“.
Es muss dran erinnert werden, dass Oscar Wilde 1881 gerade 25 Jahre alt war und noch keines seiner berühmten Bücher oder Theaterstücke veröffentlicht hatte. Er erfreute sich nur einer lokalen Berühmtheit und seine Homosexualität war 14 Jahre vor seiner Verurteilung im selbst angestoßenen Prozess wegen Verleumdung gegen den Vater seines Liebhabers nicht bekannt. Dennoch war er ein prominenter Ästhet, der durch seine Posen und Äußerungen in den Londoner Salons auf sich aufmerksam gemacht hatte. Als Vertreter der Ästhetizismus-Bewegung engagierte D’Oyly Carte Wilde für eine Lesetour durch die USA, um das amerikanische Publikum mit den realen Vorbildern und der Exzentrizität der Ästheten vertraut zu machen. Bei der Einreise in die USA fiel einer der berühmtesten Sätze Wildes bei der Zollkontrolle: „I have nothing to declare except my genius.“
Die Original-Produktion von Patience, eine der ersten Savoy-Opern, lief für 578 Aufführungen in London. Auch die Broadway-Produktion war erfolgreich. (22. Sept. 1881, Original Standard Theatre, New York, die Anzahl der Aufführungen ist nicht bekannt.)

## Inhalt

### Erster Akt

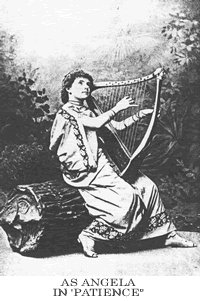
Jessie Bond as Lady Angela in Patience 1881

Eine Gruppe von liebeskranken Jungfrauen ist in den ästhetischen Dichter Bunthorne verliebt. Vor dem Schloss Bunthornes singen sie den Chor: „Twenty love-sick maidens we“. Lady Jane, die älteste und Anführerin der Damen, teilt ihnen mit, dass Bunthorne sein Herz an das einfache Milchmädchen Patience verloren hat. Patience tritt auf und gesteht, dass sie noch nie jemanden geliebt hat und dankbar ist, dass sie die Liebe nicht unglücklich gemacht hat: „I cannot tell what this love may be“. Es erscheinen die früheren Verlobten der Jungfrauen, die Dragoner, angeführt von Oberst Calverly, welcher ein Lied über die Qualitäten eines schweren Dragoners darbietet. Die Aufmerksamkeit wird jedoch von Bunthornes Auftritt gestört, welcher an einem Gedicht schreibt, verfolgt von einem Zug liebeskranker Frauen. Die Dragoner sind wild vor Eifersucht, während sich Bunthorne an der Bewunderung der Frauen erfreut. Als er das Gedicht beendet, ohne den Protest der Dragoner zu verstehen, liest er es den Damen vor. Der Oberst erinnert sie an ihr Versprechen, aber die Mädchen  kritisieren die britischen Uniformierten. Sie wollen einfühlsame Poeten wie Bunthorne. Als sie die Bühne verlassen, sinniert der Oberst über die Schwere dieser Zurückweisung und Beleidigung. Die Dragoner treten ab und Bunthorne kehrt zurück. In einem Monolog enthüllt er, dass er nichts mehr als eine ästhetische Farce ist. Anschließend gesteht er Patience seine Liebe und die Tatsache, dass er Gedichte nicht leiden kann. Noch aus Gewohnheit rezitierend, entfernt er sich. Dann belehrt Lady Angela  Patience über die Natur der wahren Liebe. Verwirrt meint Patience, Liebe sei eine Pflicht und beschließt, dagegen zu handeln. Grosvenor präsentiert sich ihr, und beide umwerben sich gegenseitig. Patience will ihn nicht als ihre Jugendliebe anerkennen. Archibald erzählt ihr, dass er sie noch immer liebt. Er fügt jedoch hinzu, dass ihn alle Damen wegen seiner Schönheit unwiderstehlich finden. Er erklärt, auch ein Dichter zu sein, ein „Apostel der Einfachheit“, die personifizierte Ordnung, der Unfehlbare. Traurig wird sich Patience darüber klar, dass sie niemand lieben kann, der so perfekt wie Archibald ist, da es ein Vergnügen und keine widrige Pflichterfüllung wäre. Sie entfernen sich in gegensätzlicher Richtung. Bunthorne tritt wieder mit dem Damenchor auf: „Fickle Fortune will decide who shall be our Bunthorne’s Bride“ („Das unbeständige Schicksal wird entscheiden, wer Bunthornes Braut wird“). Mit gebrochenem Herzen, da er Patience nicht haben kann, schlägt er vor, für die Gemeinnützigkeit verlost zu werden. Als die Dragoner auf die Heiratszusagen der Mädchen pochen, empfiehlt ihnen Bunthorne Lose zu erwerben. Lady Jane tritt auf, und die Mädchen verbinden sich ihre Augen. Bunthorne drängt Jane dazu, das erste Los zu ziehen, doch Patience drängt sich vor und bittet Bunthorne um Verzeihung und stimmt zu, seine Braut zu sein – denn ihn zu lieben wäre Pflicht, nicht Vergnügen. Sie umarmen sich und die Mädchen umarmen die Offiziere. Archibald, seinen Kopf in ein Buch vergraben, erklärt, dass er ästhetisch geworden sei, weshalb alle Damen ihre Liebe zu ihm erklären.

### Zweiter Akt
Lady Jane begleitet sich selbst auf dem Cello und beklagt die unangebrachte Zuneigung Bunthornes zu Patience. Sie glaubt, dass Bunthorne ihrer bald müde wird und hofft, dass es nicht zu lange dauert, da Ihr „rabenschwarzes Haar bald silbern wird“. Archibald, von den Mädchen verfolgt, offenbart, dass er der Anbetung müde ist. Er akzeptiert, dass alle ihn lieben, er aber die Liebe nicht erwidern kann, da sein Herz irgendwo ist. Mutlos verabschieden sich die Mädchen. Patience nähert sich Archibald, begierig seiner Versicherung der Liebe zu Ihr. Voller Tränen erzählt Patience Bunthorne, dass Archibald das nobelste, reinste und perfekteste Wesen sei, es sei also ihre Pflicht ihn nicht zu lieben. Wieder allein, ruft sie die Erinnerung an die Zeit zurück, als sie noch nicht wusste, was Liebe ist. Bunthorne und Jane kehren wieder und er beklagt die Tage, als er das Zentrum der Attraktion war, vor Archibalds ästhetischer Verwandlung. Er gelobt, ihn mit seinen eignen Spielregeln zu schlagen, und Jane sichert ihm Unterstützung zu.
Die drei Offiziere treten auf. Anstelle ihrer Uniform tragen sie nun ästhetische Kleidung. Sie planen ihre Rivalen zu täuschen. Trotz ihrer Tapferkeit fehlt ihnen das Vertrauen. Als Angela und Saphir von ihrer ästhetischen Erscheinung beeindruckt sind gewinnen sie an Selbstsicherheit zurück. Archibald gesteht Bunthorne, von der Verherrlichung der Damen genug zu haben und stimmt zu, sein Aussehen und Benehmen zu verändern. Bunthorne ist erfreut, als Patience eintritt. Er informiert Patience über Archibalds wahres Ebenbild. Patience ist zuerst erfreut, dann desillusioniert – sie kann ihn nicht lieben, wenn er ebenfalls so ein perfektes Wesen ist. In dem Moment tanzt Archibald mit dem Gefolge von Mädchen und Dragonern herein. Seine Erscheinung ist jetzt banal, nicht mehr ästhetisch. Zuerst ist Patience verdutzt über die Verwandlung, dann aber erfreut, als er verspricht, für immer ein gewöhnlicher, junger Mann zu bleiben. Bunthorne erkennt seine Niederlage an, aber Lady Jane beansprucht ihn auf der Stelle und sie umarmen sich.
Die drei Offiziere treten auf und der Herzog wählt Lady Jane zur Braut, im Geiste der Fairness für ihre sehr mangelnde Attraktivität. Zurück bleibt Bunthorne, ein brautloser Ästhet, zufrieden mit einer Tulpe oder Lilie. Niemand ist Bunthornes Braut. („Each of us will wed the other, Nobody be Bunthorne’s Bride!“)

## Orchester
Die Orchesterbesetzung umfasst die folgenden Instrumente:
- Holzbläser: zwei Flöten (2. auch Piccolo), Oboe, zwei Klarinetten, Fagott
- Blechbläser: zwei Hörner, zwei Kornette, zwei Posaunen
- Pauken, Schlagzeug: große Trommel, Becken, kleine Trommel, Triangel
- Streicher

## Die Aufführungen von Patience
| Theater                    | Premiere           | letzte Vorstellung | Aufführungen | Bemerkungen                                                                                  |
| -------------------------- | ------------------ | ------------------ | ------------ | -------------------------------------------------------------------------------------------- |
| Opera Comique              | 23. April 1881     | 8. Oktober 1881    | 170          |                                                                                              |
| Savoy Theatre              | 10. Oktober 1881   | 22. November 1882  | 408          |                                                                                              |
| Standard Theatre, New York | 22. September 1881 | 23. März 1882      | 177          | Autorisierte US-Produktion                                                                   |
| Savoy Theatre              | 7. November 1900   | 20. April 1901     | 150          | Erste Londoner Wiederaufnahme                                                                |
| Savoy Theatre              | 4. April 1907      | 24. August 1907    | 51           | Erste Savoy Repertoire Saison; mit drei weiteren Opern. Bis zum Schluss der gesamten Saison. |

J. C. Williamson brachte die Produktion nach Australien und in die USA (Theatre Royal, Sydney, 19. Dezember 1881; USA: Uhrigs Cave, St. Louis 28. Juli 1881, Standard Theater New York 22. September 1882). Carte begann seine offizielle Produktion von Patience am Broadway neun Monate nach der Premiere in London, obwohl die Ästhetizismus-Bewegung Amerika nicht erreicht hatte. Die D’Oyly Carte Opera Company brachte das Stück nach Deutschland (Krolls Theater Sanfthilde (eng.) 30. April 1887) und Österreich (10 Aufführungen im Carltheater, beginnend am 28. Mai 1887).
In Ungarn wurde am 5. November 1887 im Budapester Theater NepSzinhaz (dem nunmehr zerstörten Volkstheater) eine übersetzte Version und in Spanien eine Mundart-Version aufgeführt.
Nach dem Auslaufen des Copyrights von Gilbert and Sullivan wurde Patience 1969 in Londons English National Opera, dem Sadlers Wells Theatre und zuletzt 1984 wieder im Coliseum aufgeführt. Die dort inszenierte letzte Produktion wurde auch in New Yorks Metropolitan Opera House gespielt.
Sasha Regans „all-male“-Production von Patience wurde 2012 im Union Theatre in London uraufgeführt.

Bilder der Aufführungsstätten in Europa
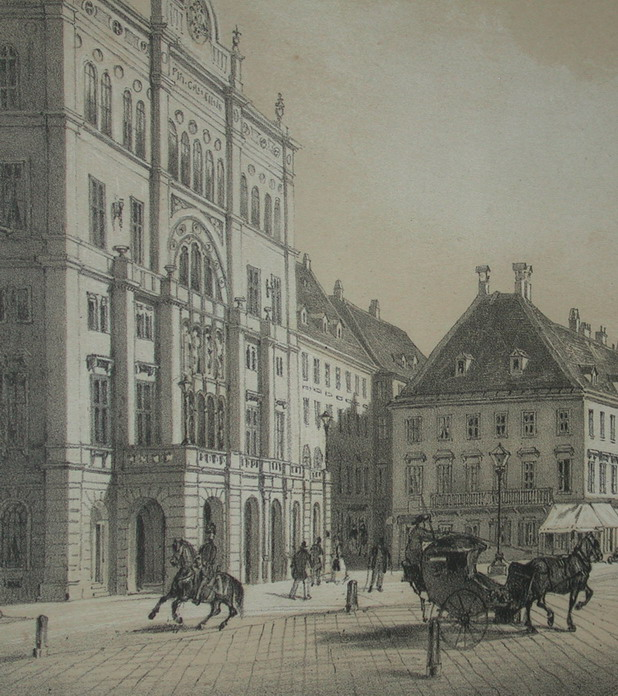
Carltheater Wien
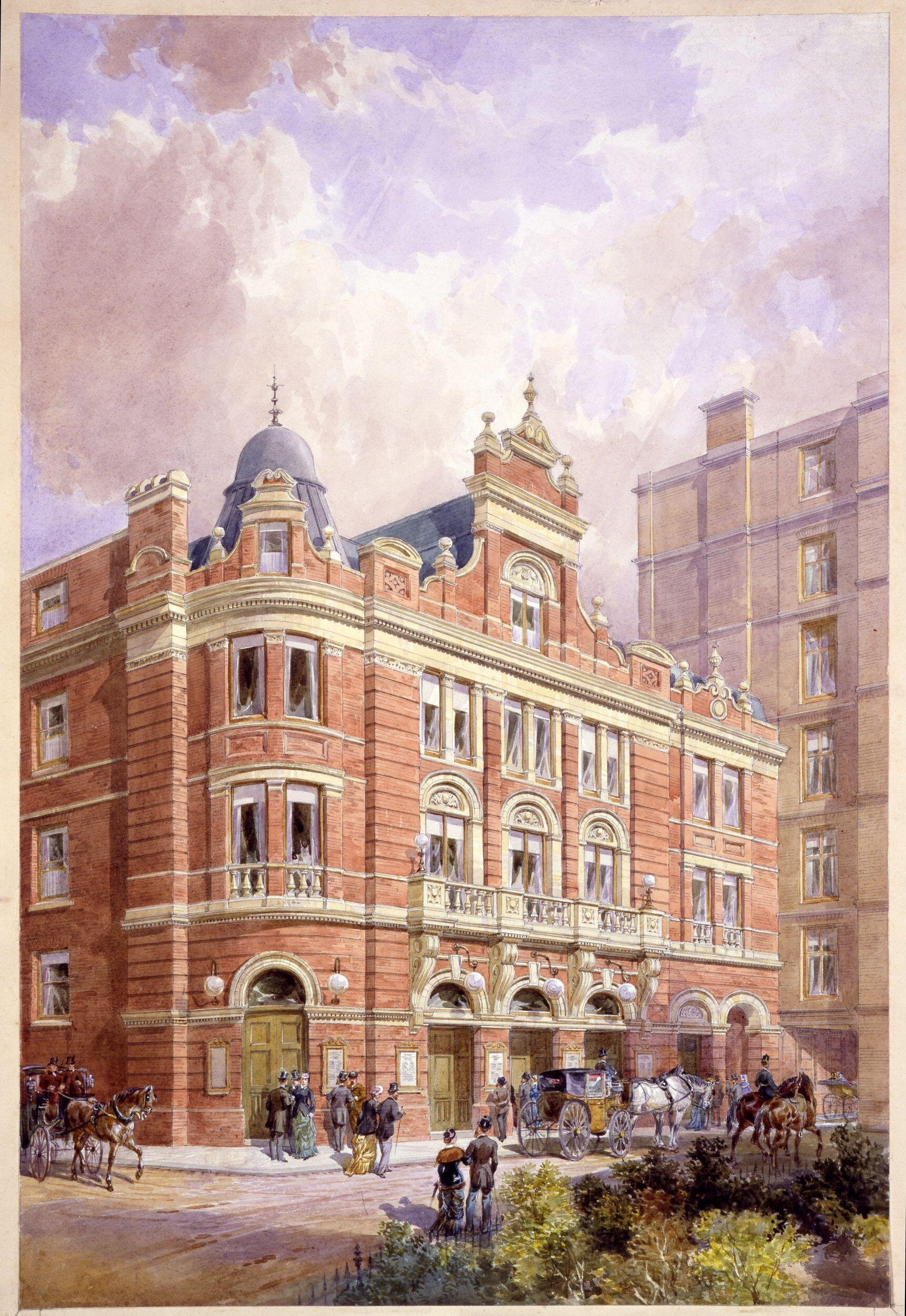
Savoy Theatre London, 1881
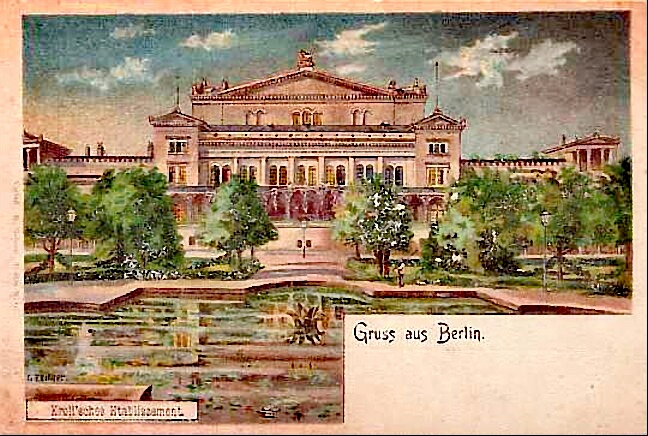
Krolloper Berlin, um 1890

## Tonaufnahmen
- 1930 D’Oyly Carte – Dirigent: Malcolm Sargent
- 1951 D’Oyly Carte – Dirigent: Isidore Godfrey
- 1961 D’Oyly Carte (mit Dialogen) – New Symphony Orchestra of London; Dirigent: Isidore Godfrey
- 1962 Sargent/Glyndebourne – Pro Arte Orchestra, Glyndebourne Festival Chorus; Dirigent: Sir Malcolm Sargent
- 1982 Brent Walker Productions (Video) – Ambrosian Opera Chorus, London Symphony Orchestra; Dirigent: Alexander Faris; Regisseur: John Cox
- 1994 New D’Oyly Carte – Dirigent: John Owen Edwards
- 1995 Australian Opera (Video) – Dirigent: David Stanhope; Regisseur: John Cox

## Aufführung und Rezeption in Wien
Die Premiere in Wien fand am 28. Mai 1887 im Carltheater statt. Die Neue Freie Presse berichtete darüber:
„Man kann die englische Operettentruppe, welche bisher auf unser Publikum eine so starke Anziehungskraft zu üben verstand, nun nicht mehr kurzweg als ‚Mikado-Gesellschaft‘ bezeichnen, da sie heute mit einem neuen Werke der Herren Gilbert und Sullivan vor die Öffentlichkeit getreten ist“.
Weiter schreibt der Kritiker, dass Patience dem Erfolg von Mikado in keiner Weise nachsteht. „Eine Burleske, die im Humor, in dem travestierten Gegenstand, ja selbst im Vers fremdartig berührt.[…] Über diese Auswüchse [der Aesthetomanie] im gesellschaftlichen Leben Englands sucht eine im Theater zur Vertheilung gelangte kurze Erklärung das Publikum zu informieren; allein es gelingt derselben nicht, Klarheit über die Sache zu verbreiten, […]“. Dr. Carlotta (der Übersetzer) habe versucht sich über die Schwierigkeiten der Übertragung ins Deutsche hinwegzuhelfen, ohne das Stück seiner Lokalfarbe allzu sehr zu berauben. Der Komponist Mr. Sullivan hat sich als „der feinsinnige und geschmackvolle Musiker“ erwiesen.
„Von den zahlreichen schönen Solo-Ensemblestücken […]heben wir nur ein Duett zwischen Patience und Grosvenor […] und ein sehr komisches Trio […]hervor, welche[…]auch dann allgemein gefallen hätten, wenn die Claque ihre Anwesenheit nicht in so lästiger Weise fühlbar gemacht hätte. […] und unsere Bühnen sollten sich das unvergleichliche Zusammenspiel der englischen Künstler zum Beispiele nehmen.“

## Übersetzung, Übertragung, Erläuterung
Wie schon erwähnt, hatte D’Oyly Carte Oscar Wilde beauftragt, das amerikanische Publikum mit der Exzentrizität der Ästheten vertraut zu machen. Obwohl in den USA die gleiche Sprache gesprochen wurde, kannte man dort nicht die Britische Ästhetizismus-Bewegung. Umso schwieriger schien es, das Werk in andere Sprachen zu übertragen oder gar ganz anderen kulturellen und gesellschaftlichen Kreisen näherzubringen. Es sei nur ein Beispiel herausgegriffen, nämlich der Patter-Song von Oberst Calverly und dem Dragoner-Chor. Der Originaltext von Gilbert in der linken Spalte, dann die Übertragung ins Deutsche von Rudolf Schanzer 1904 in der rechten Spalte. (Rudolf Schanzer war u. a. für die „Berliner Zeitung am Mittag“ tätig und schrieb vornehmlich Operettenlibretti. Zu welchem Zweck er die Übertragung von Patience angefertigt hat, ist an keiner Stelle belegt).
| Song of the Colonel                                   | Oberst                                                   |
| ----------------------------------------------------- | -------------------------------------------------------- |
| “If you want a receipt for that popular mystery,      | „Wollt Ihr einen Beweis, einen tief metaphorischen,      |
| Known to the world as a Heavy Dragoon,                | wie einst der schwere Dragoner entstand,                 |
| Chorus Yes, yes, yes, yes, yes, yes, yes!             |                                                          |
| Take all the remarkable people in history,            | Dann nehmt die Berühmtheiten, all die historischen.      |
| Rattle them off to a popular tune.                    | Schüttelt sie in einen Topf miteinand’                   |
| The pluck of Lord Nelson on board of the Victory-     | Nehmt Cäsar und Cicero, Solon, Timoleon                  |
| Genius of Bismarck devising a plan –                  | Klugheit und Tapferkeit und Energie,                     |
| The humour of Fielding (which sounds contradictory) – | die Kriegskunst von Wallenstein oder Napoleon            |
| Coolness of Paget about to trepan –                   | Bismarcks Genie in der Diplomatie.                       |
| The science of Jullien, the eminent musico –          | Und Tegetthoff nehmt, ohne welchen bei Lissa hätt’       |
| Wit of Macaulay, who wrote of Queen Anne –            | Österreich sicher verloren die Schlacht,                 |
| The pathos of Paddy, as rendered by Boucicault –      | den Witz von Mark Twain und die Grazie der Saharet       |
| Style of the Bishop of Sodor and Man –                | von Caracalla den Prunk und die Pracht                   |
| The dash of a D’Orsay, divested of quackery –         | Nehmt Plato und Zeno, die Weisen von Griechenland,       |
| Narrative powers of Dickens and Thackeray –           | Moltke und Blücher, die Helden von Preußenland           |
| Victor Emmanuel – peak-haunting Peveril –             | Romeo auch, den so zärtlich charmierenden                |
| Thomas Aquinas, and Doctor Sacheverell –              | Und Johann Strauß, den so süß musizierenden,             |
| Tupper and Tennyson – Daniel Defoe –                  | Shakespeare und Goethe und Jean Jacques Rousseau,        |
| Anthony Trollope and Mister Guizot! Ah!               | Dumas den Sohn und die Witwe Cliquot!                    |
| Take of these elements all that is fusible,           | Rührt gut zusammen nun die Elemente all’,                |
| Melt them all down in a pipkin or crucible,           | all die Genies und die großen Talente all’,              |
| Set them to simmer, and take off the scum,            | dann destilliert diese Mischung exakt.                   |
| And a Heavy Dragoon is the residuum!                  | Und ein schwerer Dragoner – das ist der Extrakt!         |
| If you want a receipt for this soldier-like paragon,  | Und was sonst auf der Welt existiert noch an Rühmlichem, |
| Get at the wealth of the Czar (if you can) –          | nehmt es und schüttet es auch in den Topf,               |
| The family pride of a Spaniard from Aragon –          | was noch an Besond’rem und höchst Eigentümlichem,        |
| Force of Mephisto pronouncing a ban –                 | sei es an Herz oder Hand oder Kopf.                      |
| A smack of Lord Waterford, reckless and rollicky –    | So etwa den Faust, der so tief und gedankenreich,        |
| Swagger of Roderick, heading his clan –               | Jago, wenn er auch ein elender Kerl                      |
| The keen penetration of Paddington Pollaky –          | die Jungfrau von Orleans, rettend das Frankenreich,      |
| Grace of an Odalisque on a divan –                    | Philipp den Schönen, und August den Scherl!              |
| The genius strategic of Caesar or Hannibal –          | Dann Begas und Eberlein Hauptmann und Sudermann          |
| Skill of Sir Garnet in thrashing a cannibal –         | Wagner und Offenbach, Leichner, den Pudermann            |
| Flavour of Hamlet – the Stranger, a touch of him –    | Vecsey den Kleinen, mit all seiner Fähigkeit,            |
| Little of Manfred (but not very much of him) –        | Sarah Bernhard auch mit all ihrer Zähigkeit,             |
| Beadle of Burlington – Richardson’s show –            | ferner Marconi,- ein echter Soldat,                      |
| Mister Micawber and Madame Tussaud! Ah!               | welcher bewies, daß es geht ohne Draht!                  |
| Take of these elements all that is fusible,           | Rührt gut zusammen nun die Elemente all’,                |
| Melt them all down in a pipkin or crucible,           | all die Genies und die großen Talente all’,              |
| Set them to simmer, and take off the scum,            | dann destilliert diese Mischung exakt.                   |
| And a Heavy Dragoon is the residuum!”                 | Und ein schwerer Dragoner – das ist der Extrakt!“        |

Anmerkungen zu den erwähnten Personen:
- Saharet, geborene Clarissa Rose Campell, (* 21. März 1879 in Melbourne, Australien; † 1942 ebenda) war eine australische Cancan-Tänzerin.
- August Hugo Friedrich Scherl gründete am 1. Oktober 1883 einen Presse- und Buchverlag, der seit 1900 den Namen August Scherl Verlag trug.
- Reinhold Begas (* 15. Juli 1831 in Schöneberg; † 3. August 1911 ebenda) war ein deutscher Bildhauer.
- Hugo Eberlein (* 4. Mai 1887 in Saalfeld/Saale; † 16. Oktober 1941 in Moskau) war ein deutscher kommunistischer Politiker.
- Hermann Sudermann war ein deutscher Schriftsteller und Bühnenautor.
- Ludwig Leichner (* 30. März 1836 in Mainz; † 10. August 1912 in Dahlem) war ein Opernsänger (Bariton) und ein erfolgreicher Kosmetik-Fabrikant.
- Franz von Vecsey war ein ungarischer Geiger und Komponist. Bekannt: Valse triste

Dieser Patter-Song wird in einem aufregenden, zungenspaltenden Tempo gesungen. Die damals bekannten Personen der Kultur und des öffentlichen Lebens kommen vor, wobei manche dem Lokal-Kolorit zuzuzählen sind. Der britische Humor und die Selbstironie sind eine besondere Eigenheit des englischen Sprachraums, wie man sie in vielen Theaterstücken, Musicals und Filmen immer wieder findet. Es gelingt nur selten, den Wortwitz und die Wortspielereien in andere Sprachen zu übertragen. Übertragung ist hier die treffendere Bezeichnung als Übersetzung, da eine wörtliche Übersetzung des Textes seinen Inhalt unverständlicher und nicht so gut singbar werden lässt. So geht bei vielen englischen und amerikanischen Filmen und Fernsehserien der Wortwitz durch die Synchronisation ins Deutsche oder andere Sprachen verloren, wodurch diese oft verflacht werden und damit an sprachlichem wie inhaltlichen Niveau verlieren.
Ironie und geradezu Sarkasmus des Librettos von Patience erinnern durchaus an die 1950er Jahre des österreichischen Kabaretts, vor allem im Kärntnertor-Theater und in der Fledermaus, sowie an die Namen von Gerhard Bronner, Carl Merz, Helmut Qualtinger, Peter Wehle und andere Autoren. Als Beispiel für eine andere Materie, nämlich den Schwangerschaftsabbruch, sei hier das Couplet „Die alte Engelmacherin vom Diamantengrund“ oder zum Thema Trinkfreude des Wieners das Couplet „A Krügerl, a Glaserl“ erwähnt.
Auffällig ist, dass Gilbert die Thematik einer homosexuellen Aufmachung zwar berührt, aber nichts in den Schmutz zieht. So wie auch der österreichische jüdische Witz (einst wunderbar dargebracht von Fritz Muliar), sich in Selbstironie lustig macht, aber niemals bösartig verletzt. Ein weiteres Beispiel etwa das Musical Fiddler on the Roof, in welchem die jüdischen Bräuche persifliert werden.

## Bunthorne in der Geschichte der Homosexualität

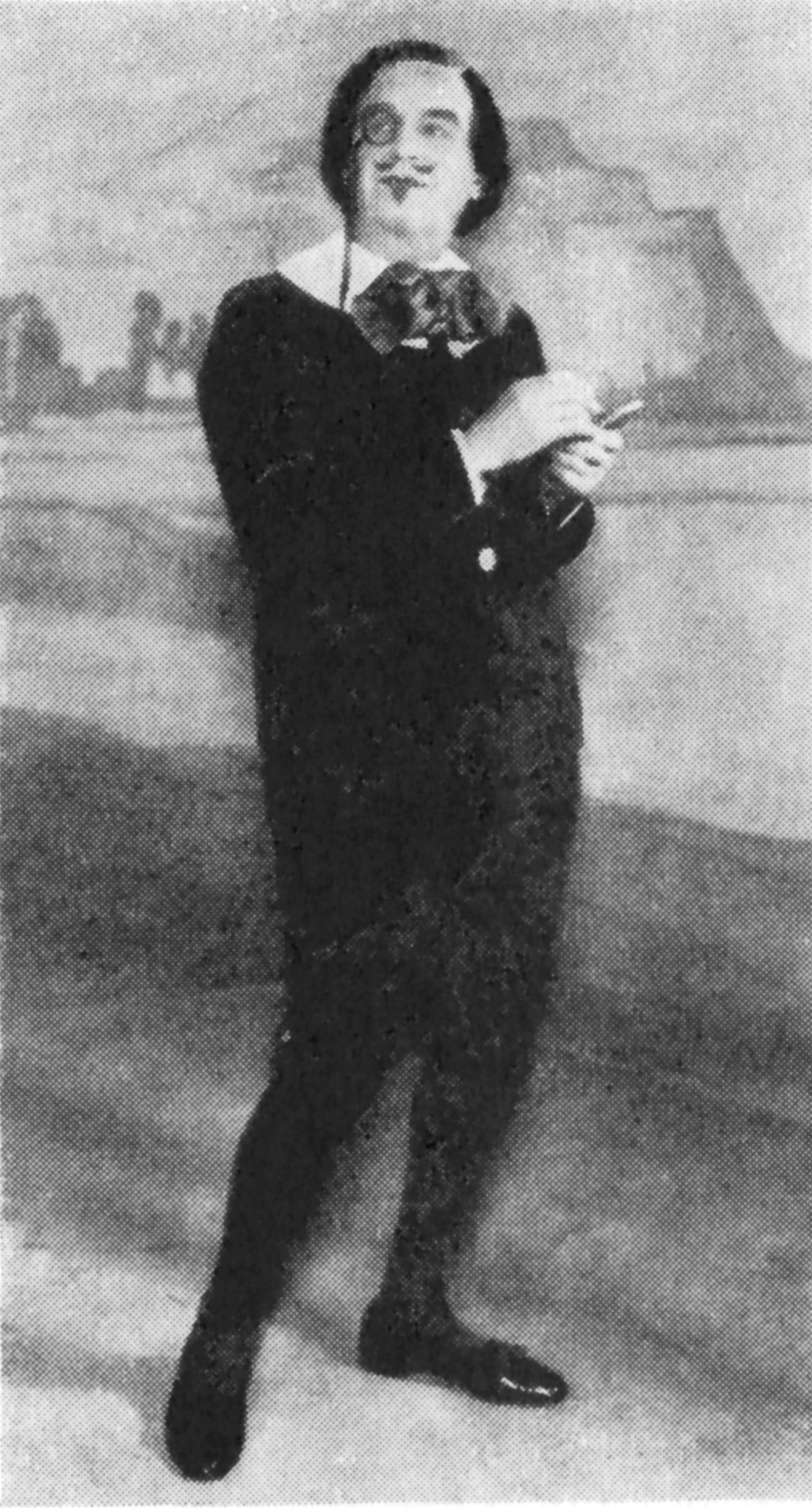
Henry Lytton als Bunthorne

In Patience schufen die Autoren Gilbert und Sullivan mit Reginald Bunthorne die erste Hauptfigur in einer Operette, die sich als „homosexuell“ interpretieren lässt.
Kenrick John schreibt dazu: „Bunthorne war eine bissige Parodie der sexuell ambivalenten Ästheten (Oscar Wilde etc.), welche die viktorianische Gesellschaft gleichzeitig erfreut und empört haben. Dieser humorvolle Geck auf der Bühne in einem engen dunklen Samtanzug, mit unverschämt langem Haar und einer Lilie in seiner schlaffen, verdrehten Hand. Sein weicher Gang, die rudernden Handgelenke und der einfältige Ausdruck waren sofort als die Art eines stereotypen Homosexuellen erkennbar. Um die viktorianischen Empfindsamkeit zu besänftigen, stellen G & S Bunthorne so dar, als verfolge er Frauen, obwohl er mehr weibliche Züge hat, als alle seine offiziellen Liebesziele. In dem sorgfältig formulierten Patter-Song ‚Bin ich allein und unbeobachtet‘ gesteht Bunthorne, dass seine ästhetischen Ansprüche ein 'Schein' sind, um die öffentliche Bewunderung zu gewinnen –
And everyone will say
As you walk your flowery way
If he’s content
With a vegetable love
That would certainly not suit me,
Why, what a most particularly
Pure young man
This pure young man must be.
Allerdings, wenn Bunthorne letztlich von den Frauen, die einst ihn verehrten, verschmäht wird, klammert er sich an die einzigen, zuverlässigen Dinge in seinem Leben – seine Affektiertheit und seine schlaffe Lilie. Hetero- oder homosexuell, Bunthorne ist der sexuell ambivalenteste männliche Charakter, den die Mainstream-Musikbühne bis dahin gesehen hat.“
Bunthorne hat sozusagen das Tor zur Repräsentanz von Homosexuellen auf der Bühne geöffnet.
Erst 100 Jahre später gab es dann echte, also als solche benannte schwule Charaktere in La Cage aux Folles (Jerry Herman, 1983) zu sehen. Gegen diese Interpretation von Bunthorne als homosexuell wehrt sich unter anderem die G&S Society. Dennoch spielt Patience und die Figur des Bunthorne eine besondere Rolle in der Geschichte der Homosexualität. Carolyn Williams schreibt in ihrem Buch Gilbert & Sullivan von 2012:
„Bunthorne, allein mit seiner Lilie am Ende von ‚Patience‘, scheint nun klar lesbar als ein Moment in der Entwicklung der homosexuellen Geschichtsschreibung. An diesem Punkt, egal ob ein bestimmter Leser oder ein Publikum einen homosexuellen Unterton in diesem Werk wahrnimmt, kann keine gute Interpretation von „Patience“ daran vorbeigehen, welchen bedeutenden Platz „Patience“ in der Geschichte der Homosexualität einnimmt, die als soziale Identität und soziale Art im späten neunzehnten Jahrhundert entstanden ist, und sich in der scharfen Sicht in der Öffentlichkeit und der Strafe von Wilde während und nach der Untersuchung von 1895 (zu 2 Jahren Zuchthaus verurteilt) kristallisierte.“
G&S nutzen laut Interpretation einiger LGBT-Kritiker Bunthorne, um sich über Schwule lustig zu machen und gleichzeitig, um mit bzw. an ihnen Geld zu verdienen. Deswegen werden im AIDS-Film Zero Patience Gilbert & Sullivan als Bösewichte gezeichnet: sie sind dort Vertreter der Pharmaindustrie („Gilbert Sullivan Pharmaceuticals“), die überteuerte AIDS-Medikamente herstellt. Vincent Lankewish argumentiert in seinem Aufsatz „Seeing Through the Marriage Plot: Queer Visionaries in Victorian Literature“: „Von Patience bis Zero Patience ist es ein langer Prozess, der sich aus dem späten neunzehnten Jahrhundert bis in die Gegenwart strecke, eine allmähliche Entwicklung, die noch im Gange sei, sowohl Leid als auch Hoffnung umfassend.“
In The Invention of Love (1997) von Tom Stoppard – über den homosexuellen Dichter A. E. Housman – sagt Housemans Freund Moses Jackson, den Houseman heimlich liebt, nach einem gemeinsamen Besuch einer Patience-Aufführung im neuen Savoy-Theater mit elektrischem Licht: „Every age thinks it’s the modern age, but this one really is. Electricity is going to change everything, everything!“ („Jedes Zeitalter denkt, es sei das moderne Zeitalter. Aber dieses eine da ist es wirklich. Elektrizität wird alles ändern! Alles!“) Jackson’s Bemerkung über die neue Beleuchtung im Savoy Theater gewinnt an Tiefe, wenn klar wird, dass das historische Auftauchen von Wilde ein breiteres, mehr öffentliches Licht auf die Sexualität wirft. Wilde’s besondere Erfindung der Liebe wird alles ändern, wie auch die Beleuchtung vom Savoy Theater.
Die ganze Thematik wird erstmals ausführlich und im Kontext von Carolyn Williams in ihrem Buch Gilbert and Sullivan: Gender, Genre, Parody (2012) diskutiert. Ihr Fazit lautet:
„Bunthorne, allein mit seiner Lilie am Ende von Patience, scheint nun klar lesbar als ein Moment in der Entwicklung einer Homosexuellen Geschichtsschreibung. An diesem Punkt, egal ob ein bestimmter Leser oder ein Publikum einen homosexuellen Unterton in dem Werk wahrnimmt, kann keine gute Interpretation von Patience daran vorbeigehen, welchen bedeutenden Platz Patience in der Geschichte der Homosexualität einnimmt, die als soziale Identität und soziale Art im späten neunzehnten Jahrhundert entstanden ist, und sich in der scharfen Sicht in der Öffentlichkeit und der Strafe von Wilde während und nach der Untersuchung von 1895 (zu 2 Jahren Zuchthaus verurteilt) kristallisierte. Im Laufe der Zeit, als Patience immer beliebter wurde, verband man Bunthorne zunehmend mit Wild; in den späten 1880er Jahren wurde die Verbindung als öffentliche Repräsentation fixiert und es gewann explizite homosexuelle und homophobe Bedeutung.“

## Die Situation heute

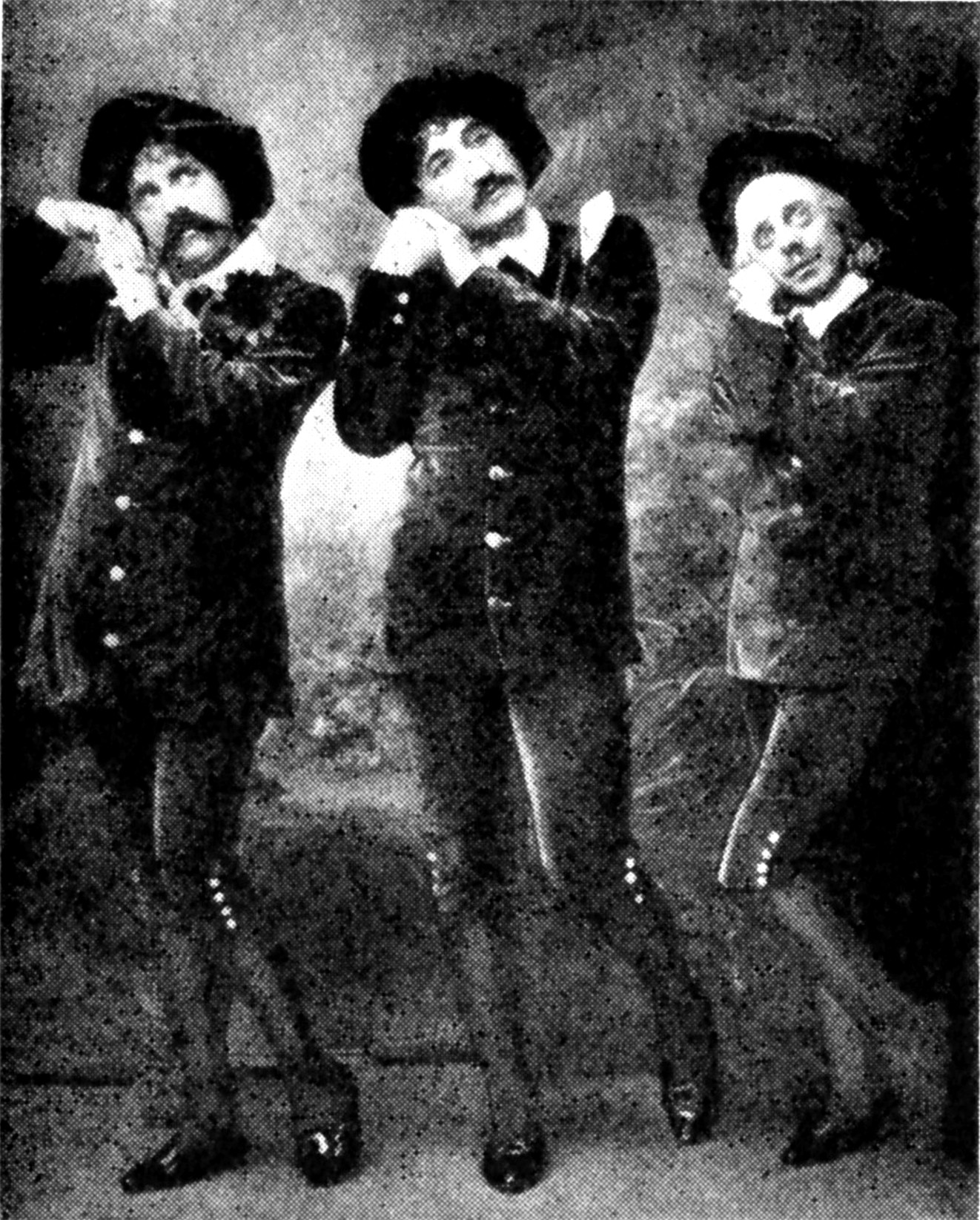
Die Dragoner in „Patience“

In England ist Homosexualität seit 1967 nicht mehr strafbar, seit 1981 in Schottland und seit 1982 in Nordirland ebenso. Danach wurden auch erstmals offen „schwule“ Darstellungen von Bunthorne möglich. Die Sopranistin Joan Lawrence, 1957 Mitglied der D’Oyly Carte Opera Company und an der Neuproduktionen von Patience als „lovesick maiden“ beteiligt, erinnert sich im Buch Glitter and be Gay: Die authentische Operette und ihre schwulen Verehrer (2007): „Obwohl uns allen klar war, dass Bunthorne in vielen Dingen gleichzusetzen ist mit Oscar Wilde, kam damals niemand bei D’Oyly Cartes auf die Idee, dass Patience irgendetwas mit Homosexualität zu tun haben könnte. Das war überhaupt kein Thema. Darüber wurde nicht einmal im Spaß gesprochen. Man darf nicht vergessen, dass Homosexualität in England damals noch eine Straftat war, für die man ins Gefängnis kam, wenn man entdeckt wurde. Das Wort ‚gay‘ wurde in der Zeit auch nicht als Synonym für Homosexualität benutzt. Man sprach, wenn es überhaupt nötig war, eher von ‚queer‘ (= seltsam). […] Es ist lächerlich, wenn ich heute mit fast 70 Jahren und sehr viel mehr Lebenserfahrung darüber nachdenke, aber wir ‚lovesick maidens‘ haben uns 1957 nie gefragt, warum Bunthorne uns eigentlich nicht wollte. […] Mir selbst fiel der homosexuelle Subtext von Patience erst 1974 auf, als ich das Stück wiederum bei der D’Oyly Carte Company sah, noch immer in der Produktion von 1957, die bis zur Spielzeit 1978/79 im Repertoire der Truppe war. Die Situation der Schwulen in England hatte sich in den späten 1960er Jahren durch eine neue Rechtslage dramatisch verändert. Dementsprechend war es möglich geworden, im Theater mit Anspielungen auf Homosexualität zu operieren, und auch ein Stück wie Patience konnte deutlich ‚schwuler‘ gespielt werden.“
2012 gab es in London erstmals eine Aufführung von Patience mit rein männlicher Besetzung, inszeniert von Sasha Regan. In der Zeitung The Guardian schreibt Michael Billington dazu: „While the result is as 'blithe and gay' as the dairymaid heroine herself, it also leaves me feeling that the single-sex approach blunts the satirical edge of this strange piece.“
Homosexualität ist in Deutschland und Österreich seit 1. Jänner 2010 vollständig entkriminalisiert. Es gibt aber keine nennenswerten Produktionen von Patience im deutschen Sprachraum, die überregionale Aufmerksamkeit erregt hätten. Obwohl das Stück gerade heute, in der Diskussionen um Gleichstellung, Homo-Ehe, Adoptionsrecht etc. besonders aktuell wäre.